# União das Freguesias de Candoso São Tiago e Mascotelos
Die União das Freguesias de Candoso São Tiago e Mascotelos ist eine portugiesische Gemeinde (Freguesia) im Kreis (Concelho) Guimarães, Distrikt Braga, im Nordwesten Portugals.

## Geschichte
Die Gemeinde entstand im Zuge der Gebietsreform vom 29. September 2013 durch die Zusammenlegung der ehemaligen Gemeinden Santiago de Candoso und Mascotelos.
Santiago de Candoso (Guimarães) wurde Sitz der neuen Verwaltung.

## Demographie
| Freguesia | Freguesia                      | Freguesia | Freguesia       | ehemalige Freguesias | ehemalige Freguesias | ehemalige Freguesias | ehemalige Freguesias |
| --------- | ------------------------------ | --------- | --------------- | -------------------- | -------------------- | -------------------- | -------------------- |
| Wappen    | Freguesia                      | Einwohner | Fläche in (km²) | Wappen               | Freguesia            | Einwohner            | Fläche in (km²)      |
|           | Candoso São Tiago e Mascotelos | 3808      | 3,86            |                      | Santiago de Candoso  | 2153                 | 2,6                  |
|           | Candoso São Tiago e Mascotelos | 3808      | 3,86            | Mascotelos           | 1628                 | 1,26                 |                      |